# Pär Zetterberg
Pär Zetterberg (Falkenberg, 14 de outubro de 1970) é um ex-futebolista sueco.

## Carreira
Considerado um dos mais talentosos futebolistas suecos de sua geração, Zetterberg iniciou sua carreira profissional no pequeno clube local que leva o mesmo nome de sua cidade natal, o Falkenbergs. Chegou ao clube quando tinha sete anos e, sua estreia profissional aconteceu oito anos depois, com apenas quinze anos. Disputou apenas sete partidas pela equipe profissional, tendo se transferido no mesmo ano para o futebol belga, indo defender o Anderlecht, após boas apresentações.
Porém, no Anderlecht, mesmo tendo atuado pelo time profissional do Falkenbergs, acabou retornando para as categorias inferiores, sendo introduzido no elenco profissional quatro anos após sua chegada. Tendo em atuado apenas duas partidas em sua temporada de estreia no clube, foi emprestado durante duas temporadas ao Charleroi, também do futebol belga. No Charleroi, teria duas grandes temporadas, sendo o principal nome da equipe e, na segunda temporada, foi eleito o melhor futebolista do campeonato belga.
Retornou ao Anderlecht após suas duas ótimas temporadas no Charleroi, sendo titular desde então. No clube, viveu outras grandes temporadas, marcando belos gols e dando diversas assistências, voltando a ser eleito o melhor futebolista do campeonato belga quatro temporadas após sua chegada. De quebra, também foi eleito o melhor futebolista sueco no ano. Zetterberg também fora considerado um dos jogadores mais "limpos" do futebol, ganhando em seis oportunidades o troféu de fair play.
Perto de completar trinta anos, decidiu que era hora de tentar a sorte em outros lugares. Seu destino acabou sendo o futebol grego, após receber proposta do Olympiakos. No clube, onde teria boas atuações em suas três temporadas apesar da idade, conquistou três campeonatos gregos. Após isso, recebeu uma proposta para retornar ao seu Anderlecht, onde permaneceria mais três temporadas, mantendo seus níveis de atuações de outrora, quando encerrou a carreira aos 35 anos.

## Seleção Sueca
Pela Seleção Sueca, Zetterberg recebeu suas primeiras oportunidades quando ainda atuava no Charleroi. Mesmo tendo disputado seis partidas e marcando um tento no seu ano de estreia na equipe, acabaria ficando no ano seguinte de fora da Copa do Mundo de 1994. Retornaria no ano seguinte e passaria a atuar com frequência. Seu grande ano na equipe aconteceu em 1997, quando marcou cinco vezes em nove partidas, mas não conseguido classificar a seleção para a Copa. Após uma séria discussão com o então treinador Tommy Söderberg, Zetterberg não voltou a atuar pela equipe novamente, perdendo suas chances de atuar em uma competição oficial. Ao todo, disputadou trinta partidas, marcando seis gols.